# Pepernoot
Pepernoot é um tipo de biscoito consumido principalmente durante as festividades de Sinterklaas, nos Países Baixos. Tradicionalmente, os pepernoten são escondidos para que as crianças possam procurá-los.
Pepernoten, também conhecido pelos nomes antigos peperneut ou peperbol, são feitos de farinha de centeio, mel e anis, e assados em pequenos pedaços de massa irregulares. Versões modernas da receita favorecem outras especiarias, como cravo, canela e gengibre, sobre o anis. 

## Origem
A menção mais antiga ao pepernoot data de 1640, em Groningen, em um cartaz anunciando uma associação de padeiros. Acredita-se que o nome pepernoten é relacionado ao uso de pimenta (peper, em neerlandês) na receita original; no entanto, o ingrediente não era presente em todas as preparações do biscoito, por conta do alto custo no passado. Outra explicação pode ser que peper funcionaria como um termo guarda-chuva para especiarias em geral.